# David Stemmer
David Stemmer (* 30. September 1997 in Feldkirch) ist ein ehemaliger österreichischer Fußballtorwart und nunmehriger -trainer.

## Karriere

### Als Spieler
Stemmer begann seine Karriere beim SCR Altach. Zur Saison 2011/12 kam er in die AKA Vorarlberg, in der er fortan sämtliche Altersstufen durchlief. Im Mai 2014 debütierte er gegen den SC Schwaz für die Amateure seines Stammklubs Altach in der Regionalliga. In der Saison 2014/15 kam er zu sieben Einsätzen für Altach II, in der Spielzeit 2015/16 zu 21. Nach der Saison 2015/16 verließ er Altach.
Nach einem halben Jahr ohne Verein wechselte Stemmer im Jänner 2017 nach Deutschland zum fünftklassigen 1. FC Sonthofen. Für Sonthofen kam er zu sechs Einsätzen in der Bayernliga. Zur Saison 2017/18 kehrte er nach Österreich zurück und schloss sich dem Regionalligisten SV Grödig an. Ohne Einsatz für den Verein wechselte er im Februar 2018 zum Ligakonkurrenten SV Wals-Grünau, für den er zu acht Regionalligaeinsätzen kam.
Zur Saison 2018/19 wechselte er nach Zypern zum Erstligisten Anorthosis Famagusta. Für Anorthosis kam er allerdings zu keinem Einsatz. Im September 2019 kehrte Stemmer nach Österreich zurück und wechselte zum Zweitligisten FC Wacker Innsbruck. Sein Debüt für die Tiroler in der 2. Liga gab er im Juli 2020, als er am 29. Spieltag der Saison 2019/20 gegen den SC Austria Lustenau in der Startelf stand. Nach zwei Zweitligaeinsätzen für Wacker verließ er den Verein nach der Saison 2019/20 wieder.
Nach einem halben Jahr ohne Verein wechselte Stemmer im Februar 2021 zum Regionalligisten FC Wels. Für die Welser kam er allerdings aufgrund des COVID-bedingten Saisonabbruchs nie zum Einsatz. Nach der Saison 2020/21 verließ er den Verein wieder und beendete seine Karriere als Aktiver. Seinen Spielerpass legte er bei der Union Schlierbach ab.

### Als Trainer
In Wels fungierte er ab Februar 2021 neben seiner Tätigkeit als Spieler auch als Tormanntrainer im Jugendbereich. Zur Saison 2021/22 wurde er Torwarttrainer bei der Frauenmannschaft des LASK. Nach 3 Jahren beim LASK, in denen er als Head of Goalkeeping für die Frauenmannschaften agierte verlässt er den Verein. Zur Saison 2024/25 wurde er Torwarttrainer beim Absteiger aus der Bundesliga, dem SC Austria Lustenau.